# Banhadoa luculenta
Banhadoa luculenta är en fjärilsart som beskrevs av Józef Razowski och Becker 1983. Banhadoa luculenta ingår i släktet Banhadoa och familjen vecklare. Inga underarter finns listade i Catalogue of Life.